# Lluvia de ideas

Diagrama de los preliminares a una sesión de lluvia de ideas.

La lluvia de ideas (también denominada tormenta de ideas, calco de la expresión inglesa brainstorming), es una herramienta de trabajo grupal que facilita el surgimiento de nuevas ideas sobre un tema o problema determinado. La lluvia de ideas es una técnica de grupo para generar ideas originales en un ambiente creativo.
Esta herramienta fue ideada en el año 1939 por Alex Faickney Osborn (fue denominada brainstorming), cuando su búsqueda de ideas creativas se tradujo en un proceso interactivo de grupo no estructurado que generaba más y mejores ideas que las que los individuos podían producir trabajando de forma independiente; dando oportunidad de dar sugerencias sobre un determinado asunto y aprovechando la capacidad creativa de los participantes.
Numerosos estudios recientes demuestran justamente lo contrario, que individualmente se generan más ideas que en grupo, por lo que la utilidad de esta técnica está en entredicho. Las conclusiones fueron obtenidas de 22 estudios de los cuales 18 corroboraron sus hipótesis.

## Pasos
La lluvia de ideas contiene cuatro reglas :
- Suspender el juicio. Eliminar toda crítica. Cuando brotan las ideas no se permite ningún comentario crítico. Se anotan todas las ideas. La evaluación se reserva para después. Se tiene que posponer el juicio adverso de las ideas. Hemos estado tan entrenados a ser instantáneamente analíticos, prácticos y convergentes en nuestro pensamiento que esta regla resulta difícil de seguir, pero es crucial. Crear y juzgar al mismo tiempo es como echar agua caliente y fría en el mismo cubo.

- Pensar libremente. Es muy importante la libertad de emisión. Las ideas locas están bien. Las ideas imposibles o inimaginables están bien. De hecho, en cada sesión tendría que haber alguna idea suficientemente disparatada que provocara risa a todo el grupo. Hace falta recordar que las ideas prácticas a menudo nacen de otras impracticables o imposibles. Permitiéndote pensar fuera de los límites de lo habitual, de lo normal, pueden surgir soluciones nuevas y geniales. Algunas ideas salvajes se transforman en prácticas. Cuanto más enérgica sea la idea, mejores pueden ser los resultados; es más fácil perfeccionar una idea que emitir una nueva.

- La cantidad es importante. Hace falta concentrarse en generar un gran número de ideas que posteriormente se puedan revisar. Cuanto mayor sea el número de ideas, más fácil es escoger entre ellas. Hay dos razones para desear una gran cantidad de ideas. Primero, parece que las ideas obvias, habituales, gastadas, impracticables vienen primero a la mente, de forma que es probable que las primeras 20 o 25 ideas no sean frescas ni creativas. Segundo, cuanto más larga sea la lista, más habrá que escoger, adaptar o combinar. En algunas sesiones, se fija el objetivo de conseguir un número determinado de ideas, del orden de 50 o 100, antes de acabar la reunión.

- El efecto multiplicador. se busca la combinación de ideas y sus mejoras. Además de contribuir con las propias ideas, los participantes pueden sugerir mejoras de las ideas de los demás o conseguir una idea mejor a partir de otras dos. ¿Qué tiene de bueno la idea que han dicho? ¿Qué se puede hacer para mejorarla o para hacerla menos salvaje? Utiliza las ideas de los demás como estímulo para tu mejora o variación. A veces, cambiar sólo un aspecto de una solución impracticable la puede convertir en una gran solución." [4]

Así, la principal regla del método es suspender o aplazar el juicio, ya que en un principio toda idea es válida y ninguna debe ser rechazada. Habitualmente, en una reunión para la resolución de problemas, muchas ideas tal vez aprovechables mueren precozmente ante una observación «juiciosa» sobre su inutilidad o carácter disparatado. De ese modo se impide que las ideas generen, por analogía, más ideas, y además se inhibe la creatividad de los participantes. En un brainstorming se busca tácticamente la cantidad sin pretensiones de calidad y se valora la originalidad. Cualquier persona  del grupo puede aportar cualquier idea de cualquier índole que considere conveniente para el caso tratado. Un análisis ulterior explota estratégicamente la validez cualitativa de lo producido con esta técnica. En la sesión se debe aportar una idea por ronda. Por lo cual se debe ser claro de lo que se expone. Se elige un tema, establece un tiempo y escribe frases o palabras relacionadas con el tema.

## Mediante informática
Aunque la lluvia de ideas puede realizarse en línea a través de tecnologías comúnmente disponibles, como el correo electrónico o los sitios web interactivos, también se han realizado muchos esfuerzos para desarrollar programas informáticos personalizado que pueda reemplazar o mejorar uno o más elementos manuales del proceso de lluvia de ideas.
Algunas técnicas de lluvia de ideas basadas en la web permiten a los contribuyentes publicar sus comentarios de forma anónima mediante el uso de avatares. Esta técnica también permite a los usuarios iniciar sesión durante un período de tiempo extendido, generalmente una o dos semanas, para permitir a los participantes un "tiempo de remojo" antes de publicar sus ideas y comentarios. Esta técnica se ha utilizado particularmente en el campo del desarrollo de nuevos productos, pero se puede aplicar en cualquier cantidad de áreas que requieran la recolección y evaluación de ideas.

### Programas
- Mapa mental: FreeMind y GitMind son totalmente gratuitos para el mapeo mental. iMindMap es un pionero creador de mapas mentales creado por Tony Buzan. Mindly es un creador de mapas mentales para dispositivos móviles.
- Outliner: OmniOutliner es un perfilador de panel simple / doble con columnas y amplias capacidades de personalización. WorkFlowy es un delineador basado en navegador.

### En la red
El uso de técnicas como la de la lluvia de ideas en la empresa es cada vez mayor. Muchas empresas se apoyan en los resultados de las tormentas de ideas, además del habitual estudio de mercado, a la hora de tomar decisiones estratégicas. Es por esto que cada vez están surgiendo más programas informáticos y herramientas vía Internet que permiten a las empresas realizar sesiones de lluvia de ideas con sus empleados, clientes o con el público en general.